# David Vinckboons
David Vinckboons ook gespeld als Vinghboons, Vingboons, Vinckebonis of Vinckboom (gedoopt Mechelen, 13 augustus 1576 – ca. 1632)  was een belangrijk kunstschilder uit de vroege 17e eeuw, een navolger van Pieter en Jan Brueghel de Oude.

## Biografie
David was een zoon van Philip Vinckboons (-1601) en kwam in 1591 met zijn ouders via Antwerpen en Middelburg naar Amsterdam. De familie Vingboons was katholiek. David trouwde in 1602 in Leeuwarden met Agnieta van Loon (-1668), de dochter van een notaris. Dit echtpaar kreeg een hele rij kinderen: zes zoons en vier dochters bereikten de volwassen leeftijd. Zijn moeder Neeltje, inmiddels weduwe, verkocht haar huis in de Nieuwe Hoogstraat in 1603.

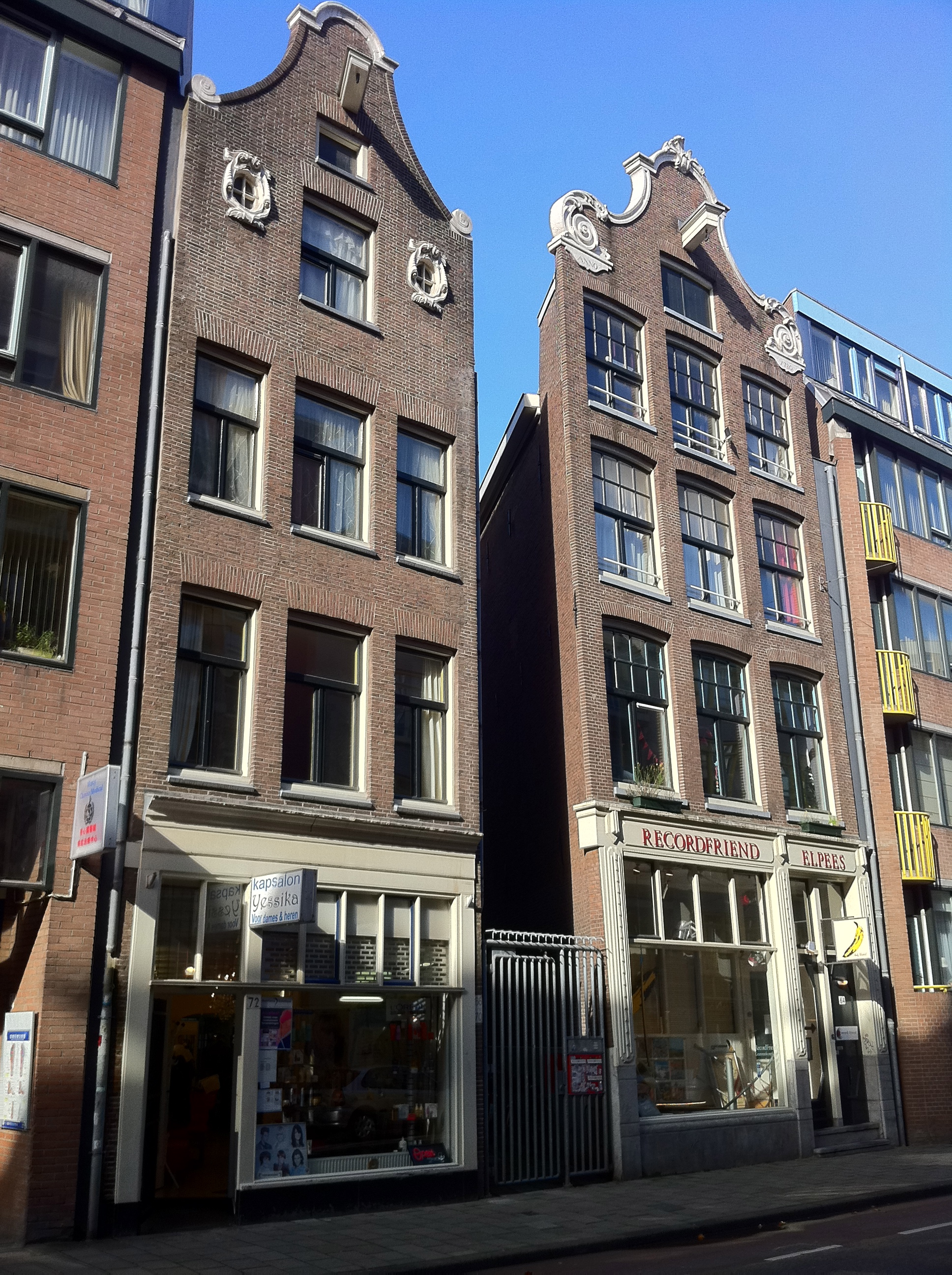
Het pand links was het woonhuis van de fam. Vinckboons aan de Sint Antoniesbreestraat in Amsterdam. Hier was het atelier en de drukkerij van de Vinckboons gevestigd

David Vingboons woonde en werkte in de Sint Antoniesbreestraat (nr. 64) naast de Salamandersteeg en achter het latere Trippenhuis. Dat huis had hij in 1611 gekocht. Hij schilderde boerentaferelen maar ontwikkelde ook een nieuwe schilderstijl: landschappen, die met dieren en figuren werden verlevendigd. Hij illustreerde bijbels, boeken en assisteerde zijn leerling Gillis Claesz. de Hondecoeter bij het schilderen van figuren, die daar minder bedreven in was. Andere leerlingen waren Claes Janszoon Visscher en Guiliaume Helming uit Zeeland.
David Vingboons was de vader van de architecten Justus, Johannes en Philips Vingboons. Zijn oudste zoon Pieter stierf in 1644 op Ceylon aan de beriberi. Hij werkte als ingenieur en militair in Colombo onder François Caron.

## Werken
Werken van hem hangen onder andere in de collectie van The Phoebus Foundation, Musei Capitolini, de Hermitage en het rijksmuseum Amsterdam. 

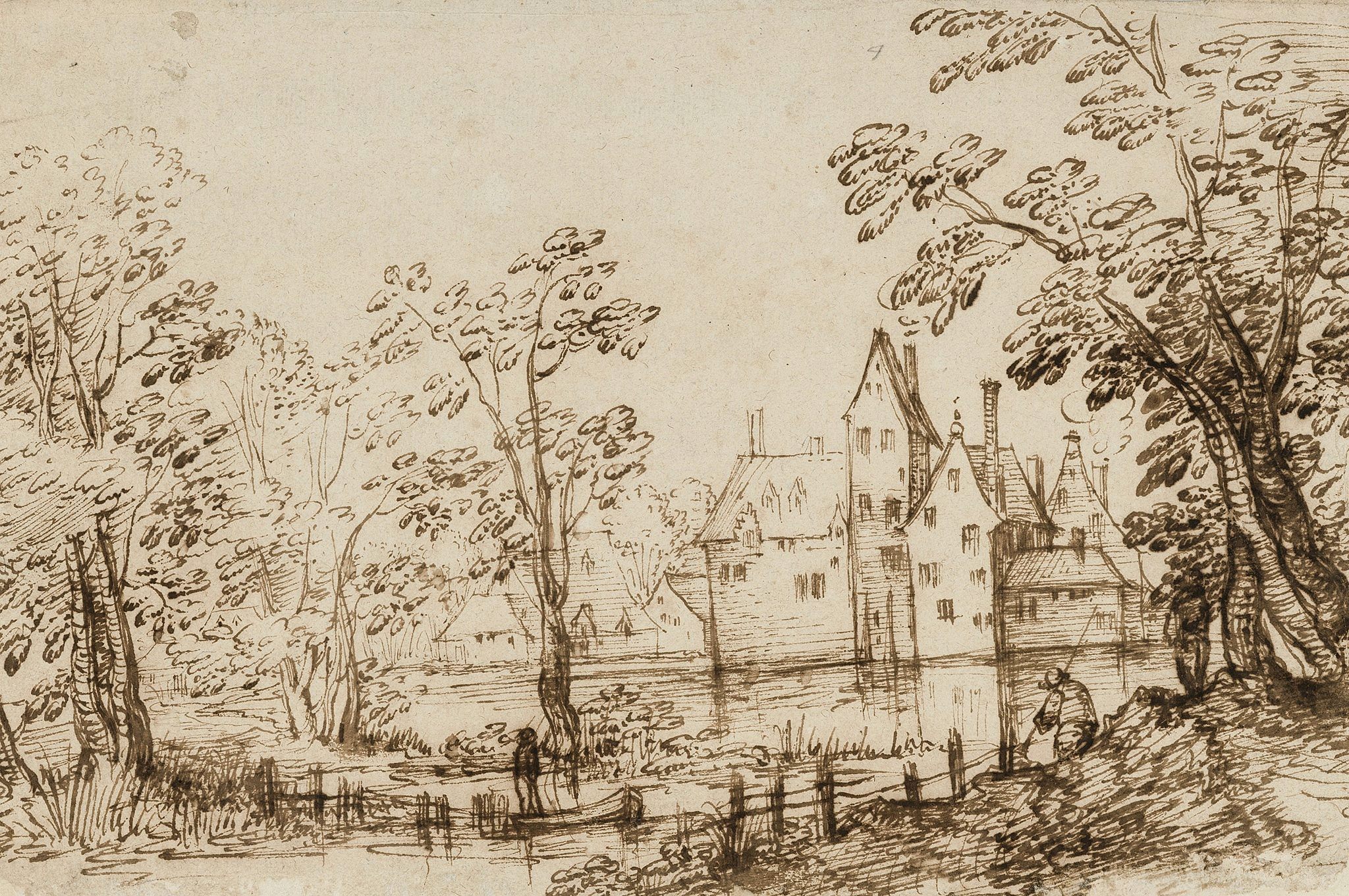
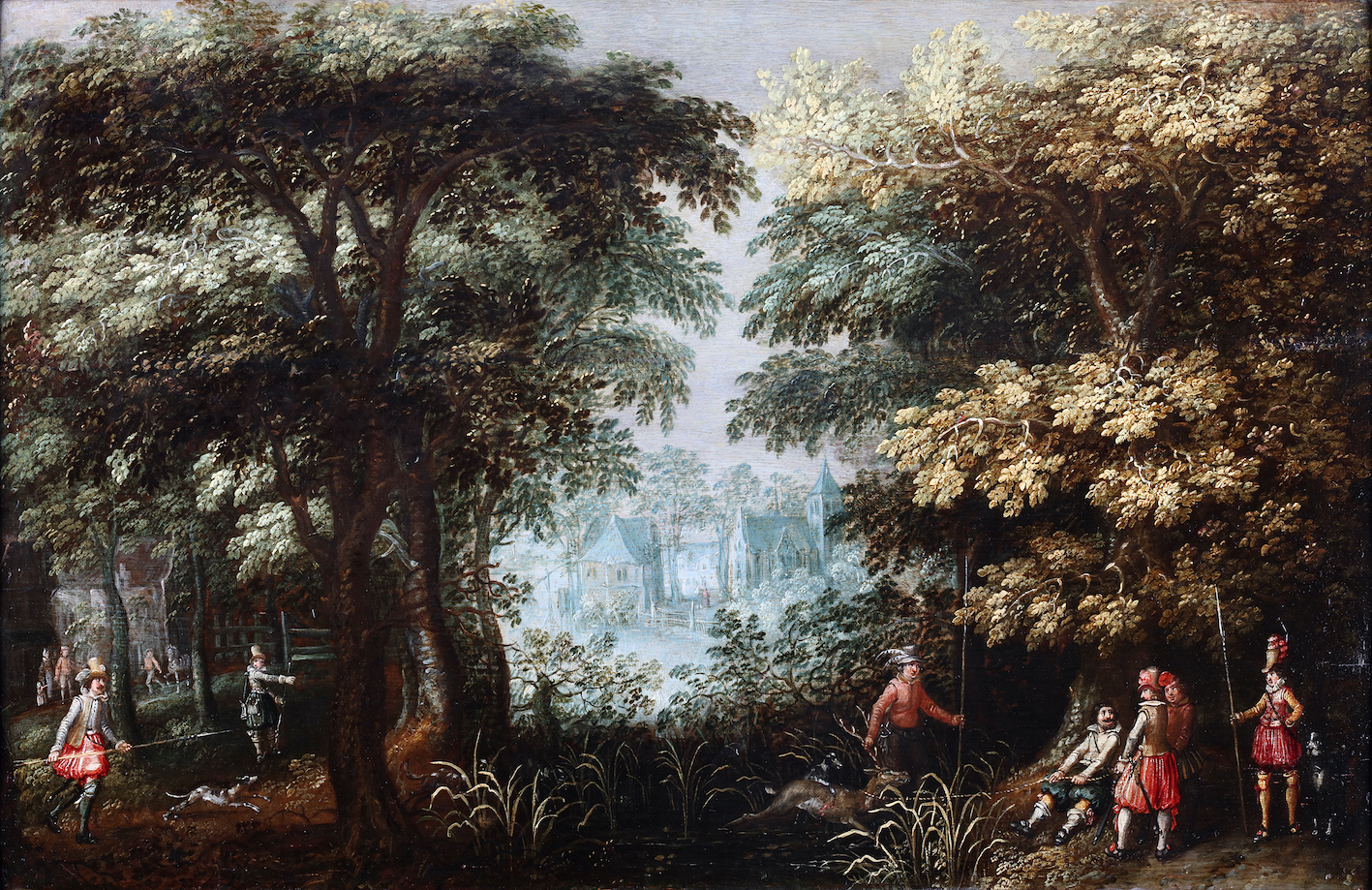
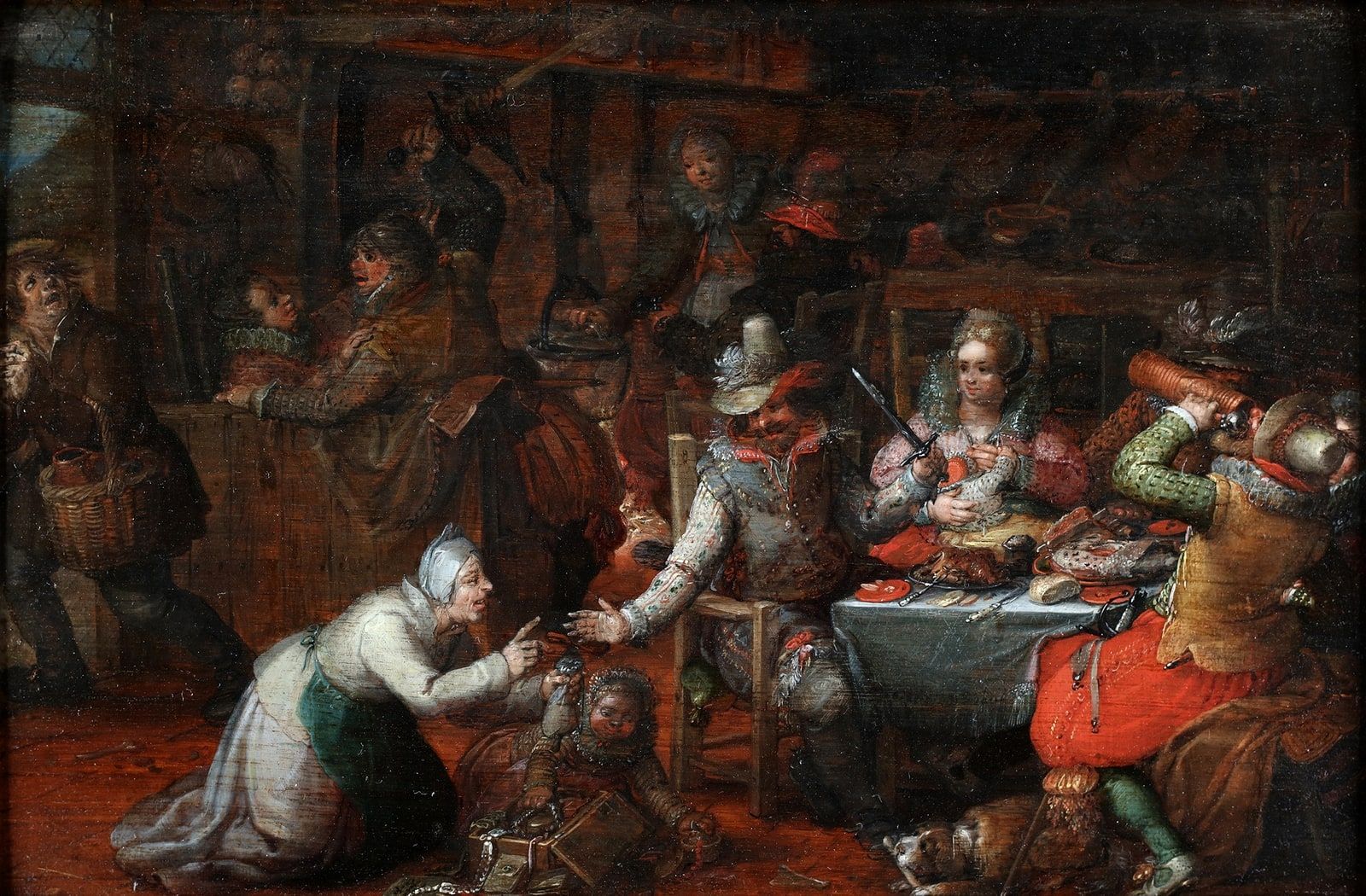
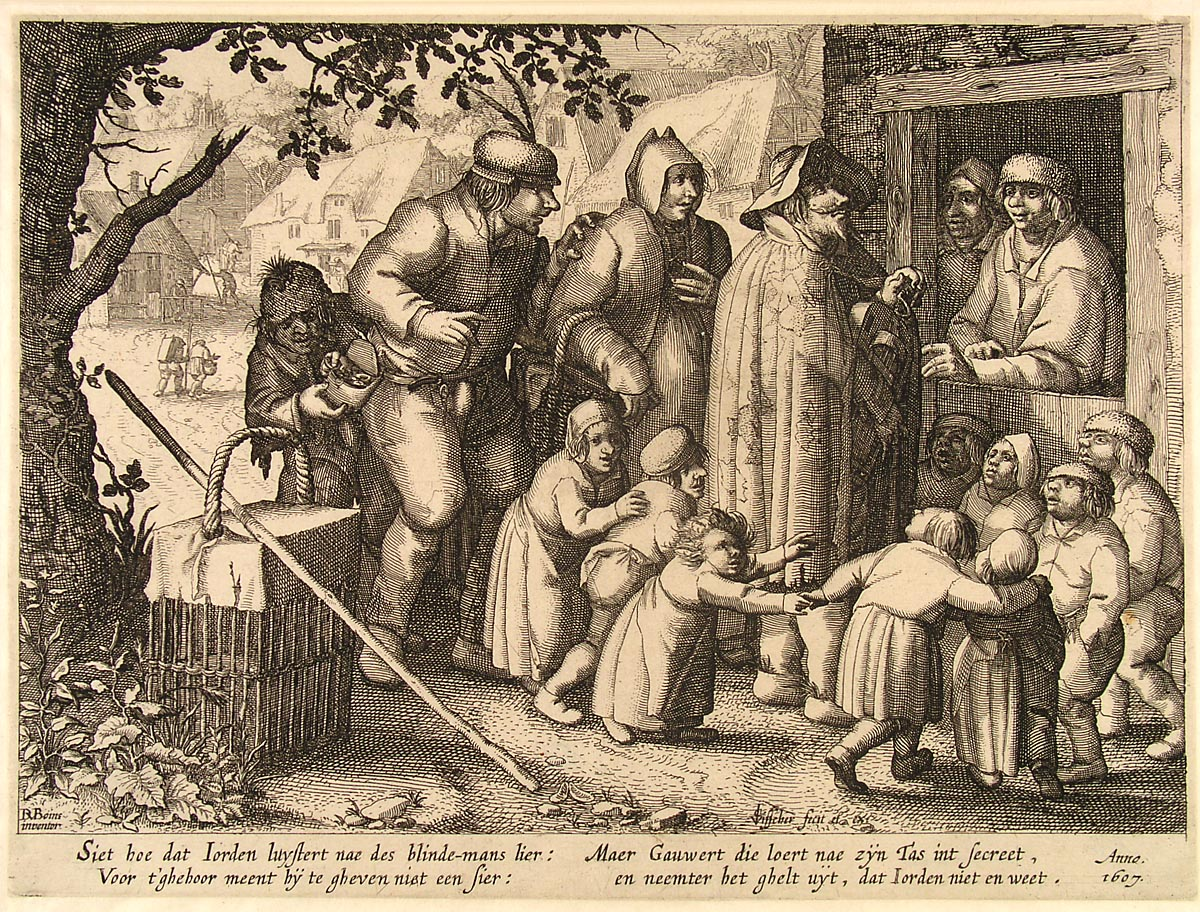
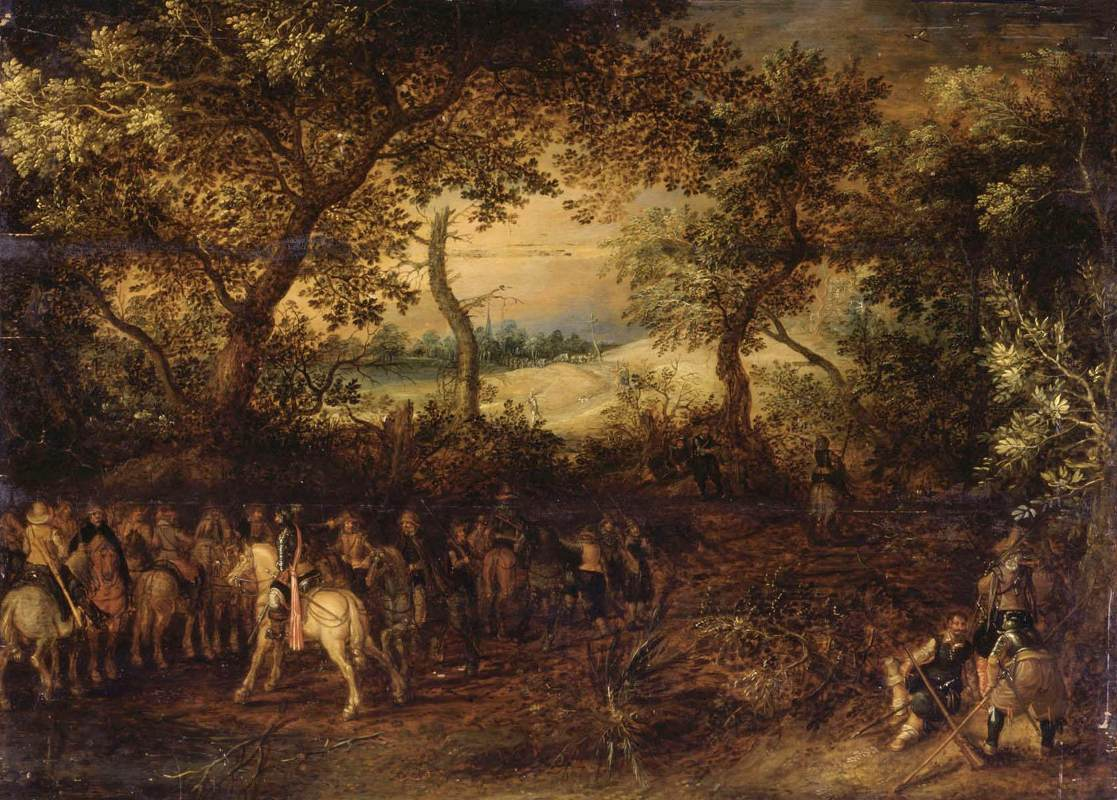
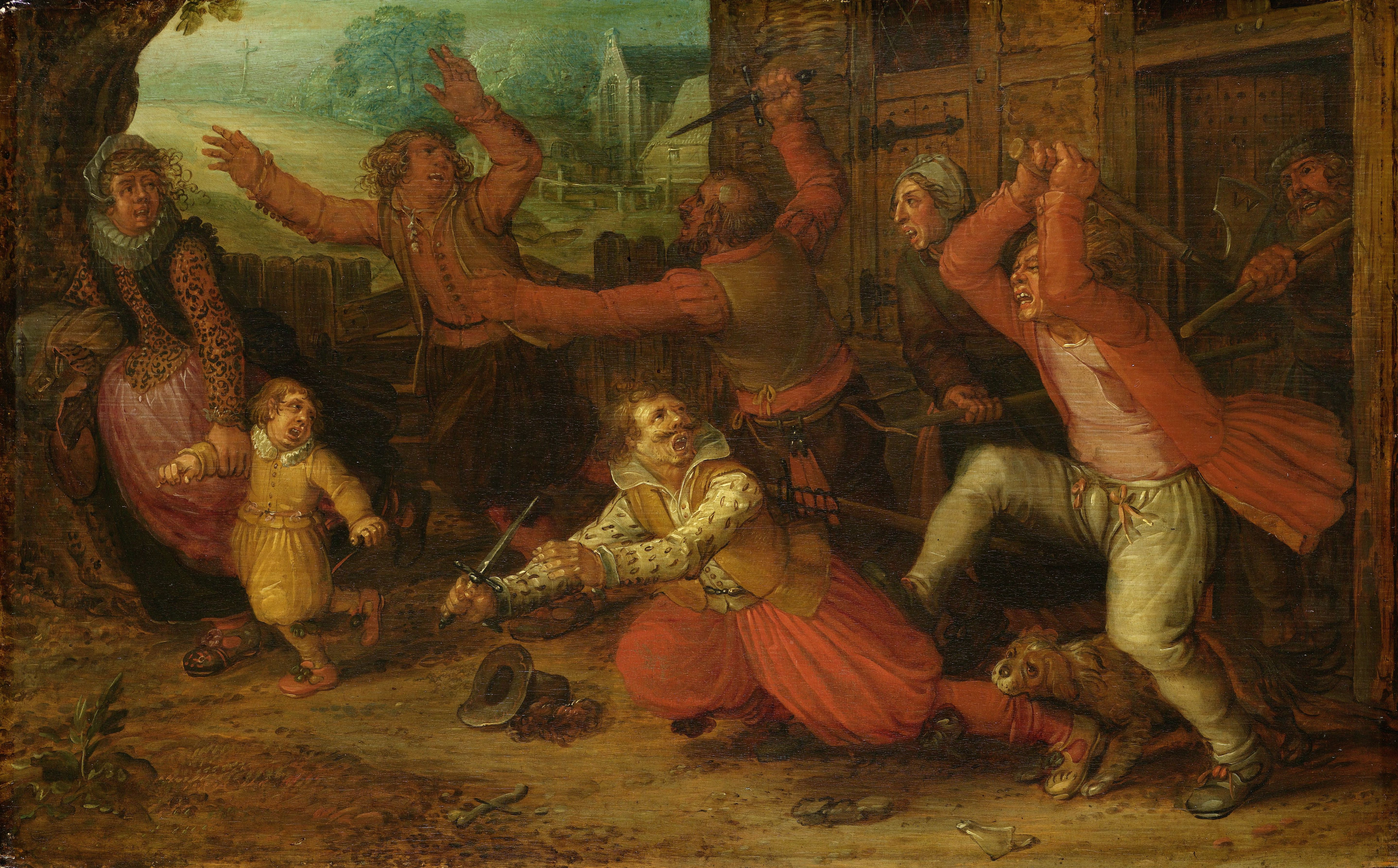
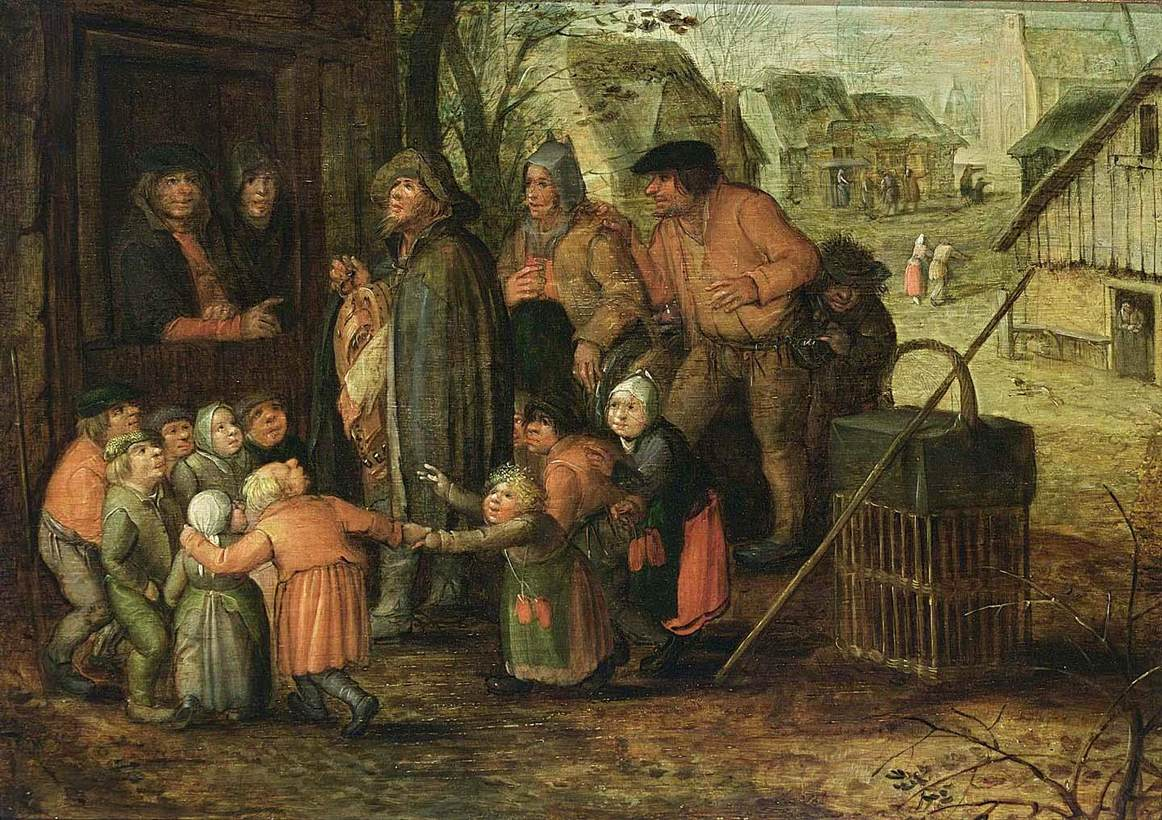
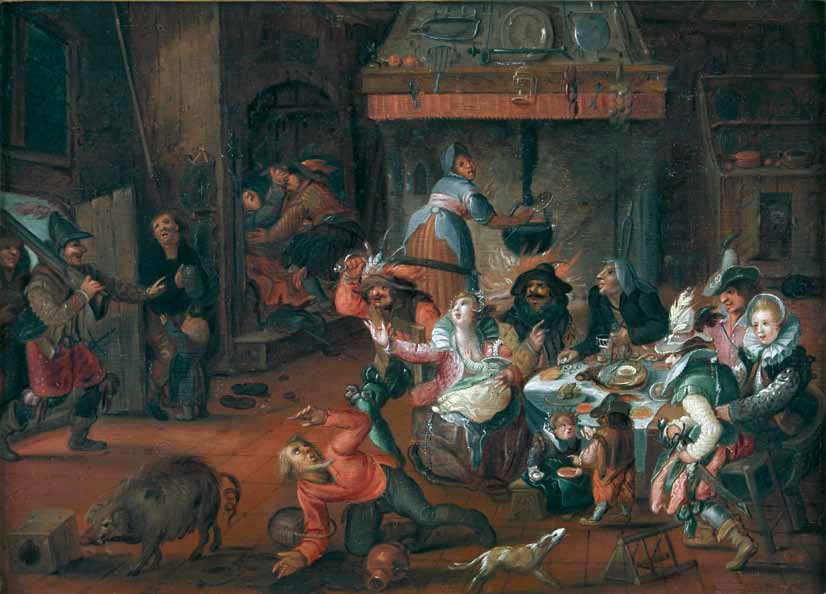
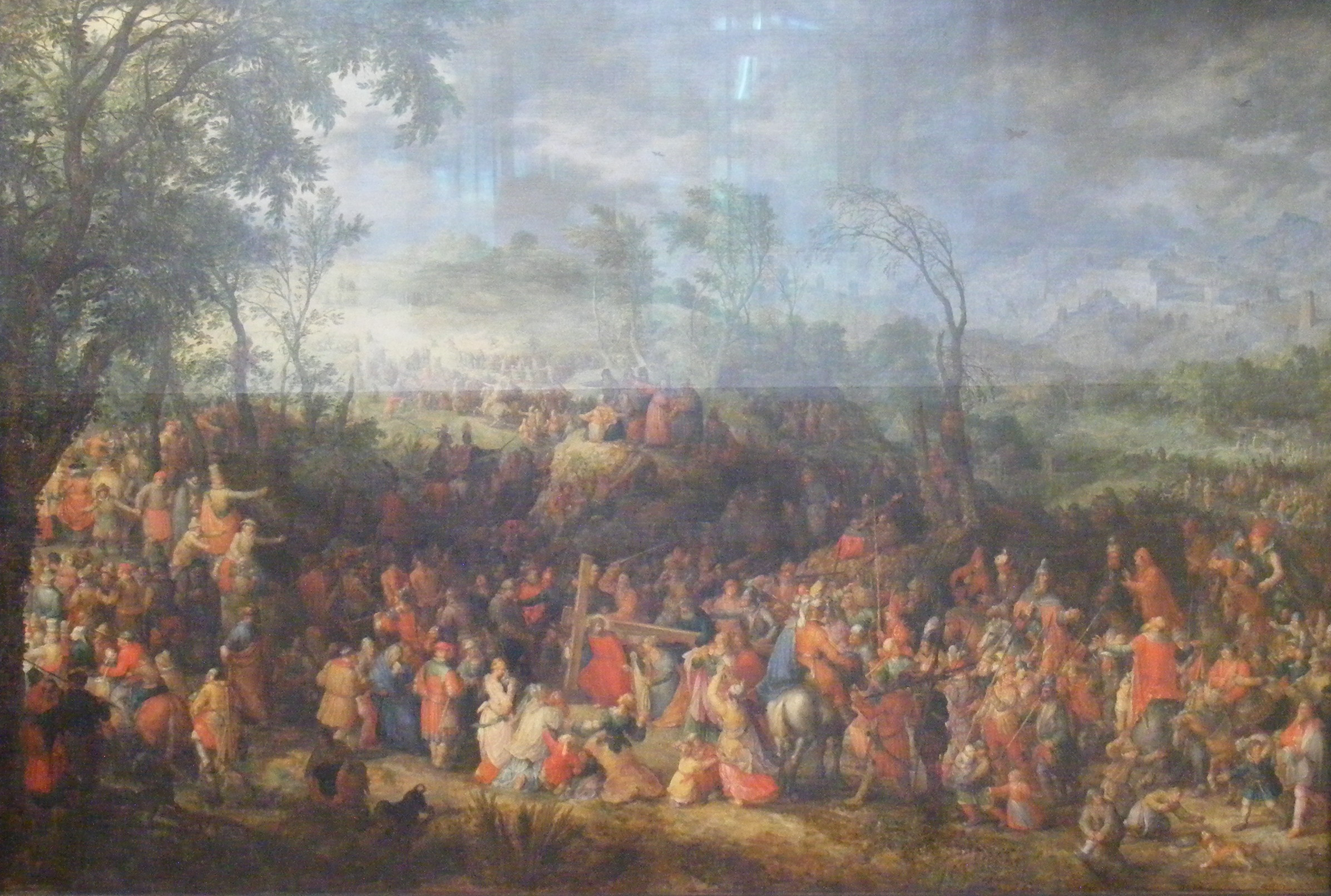
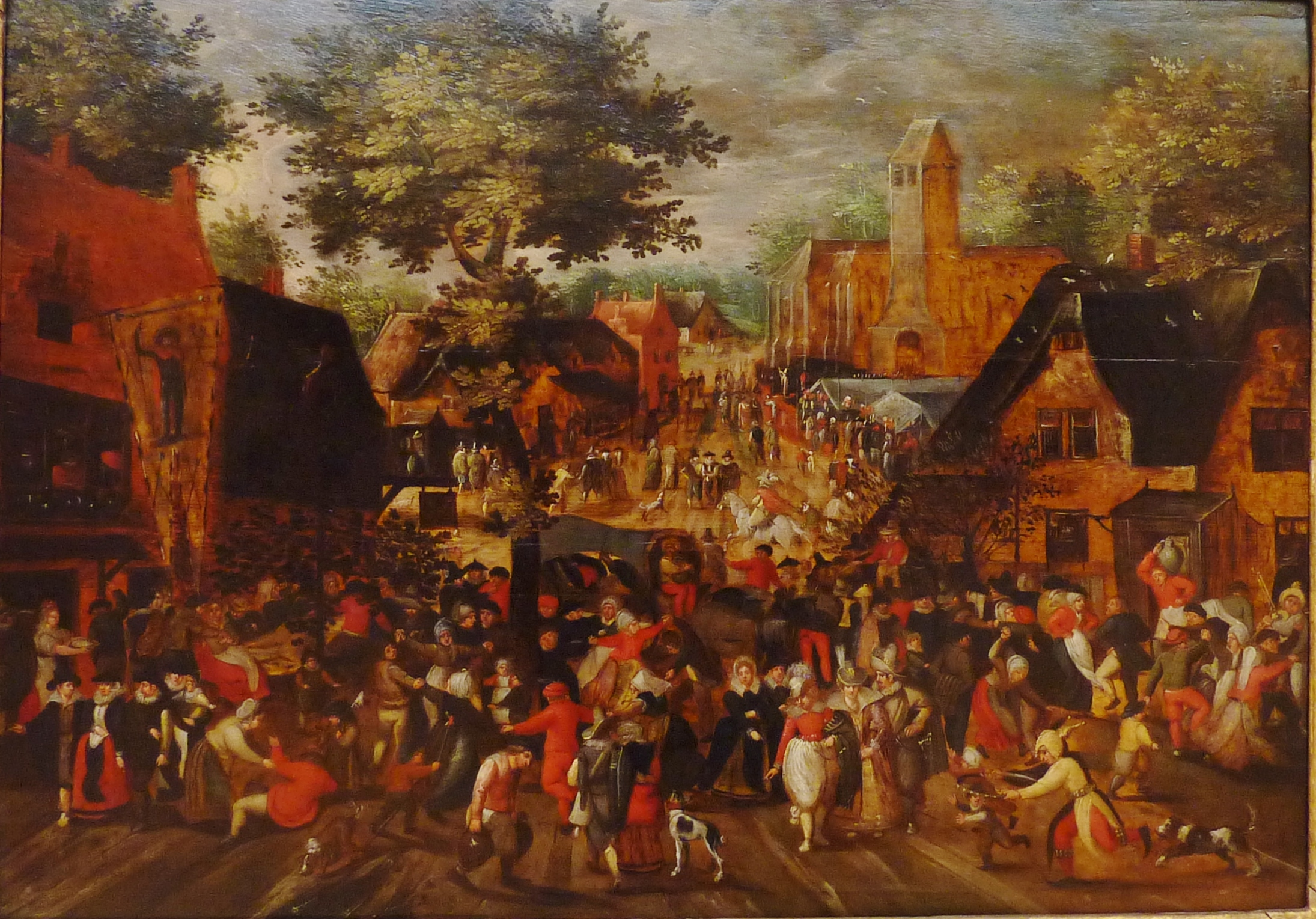
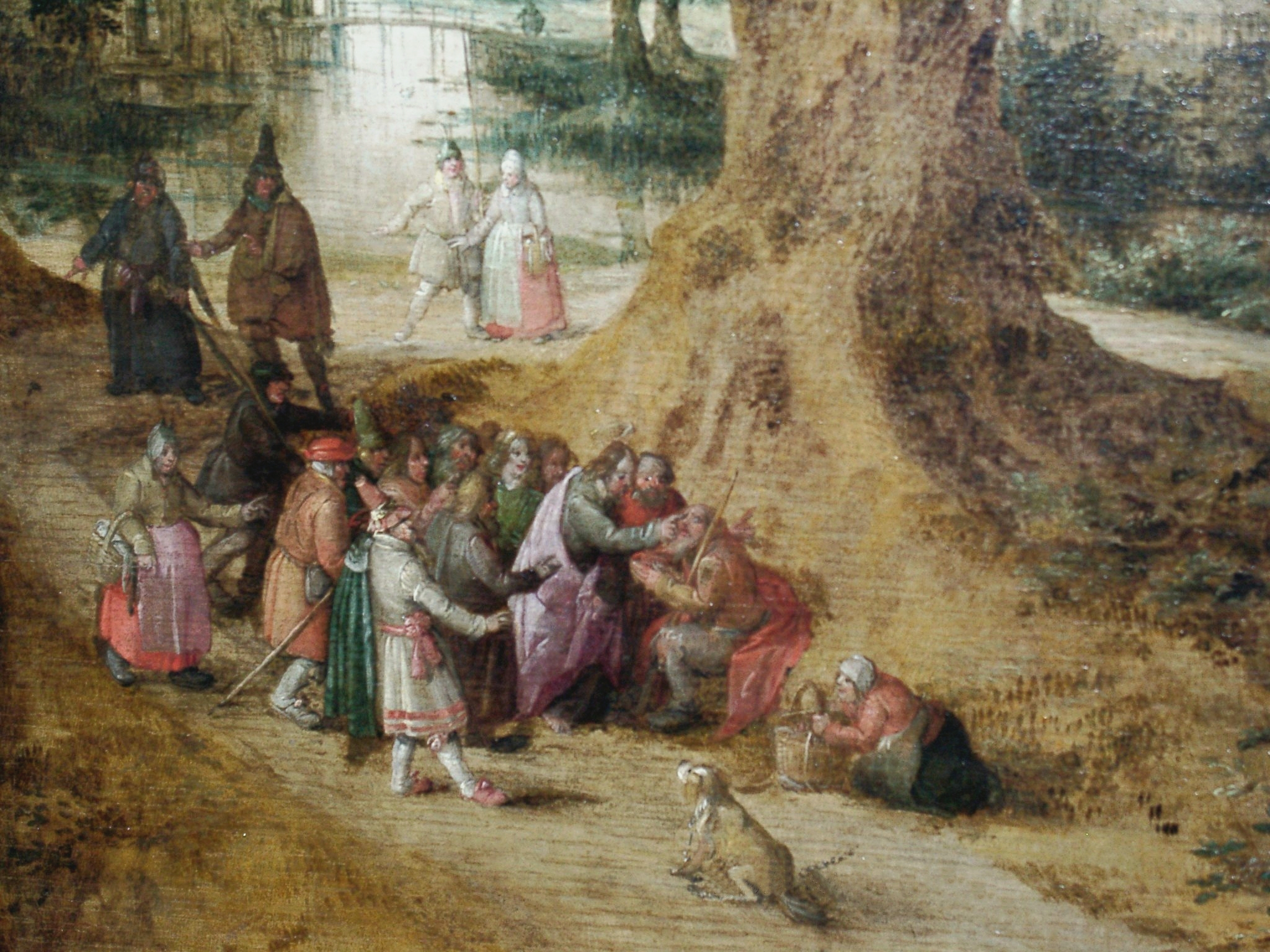
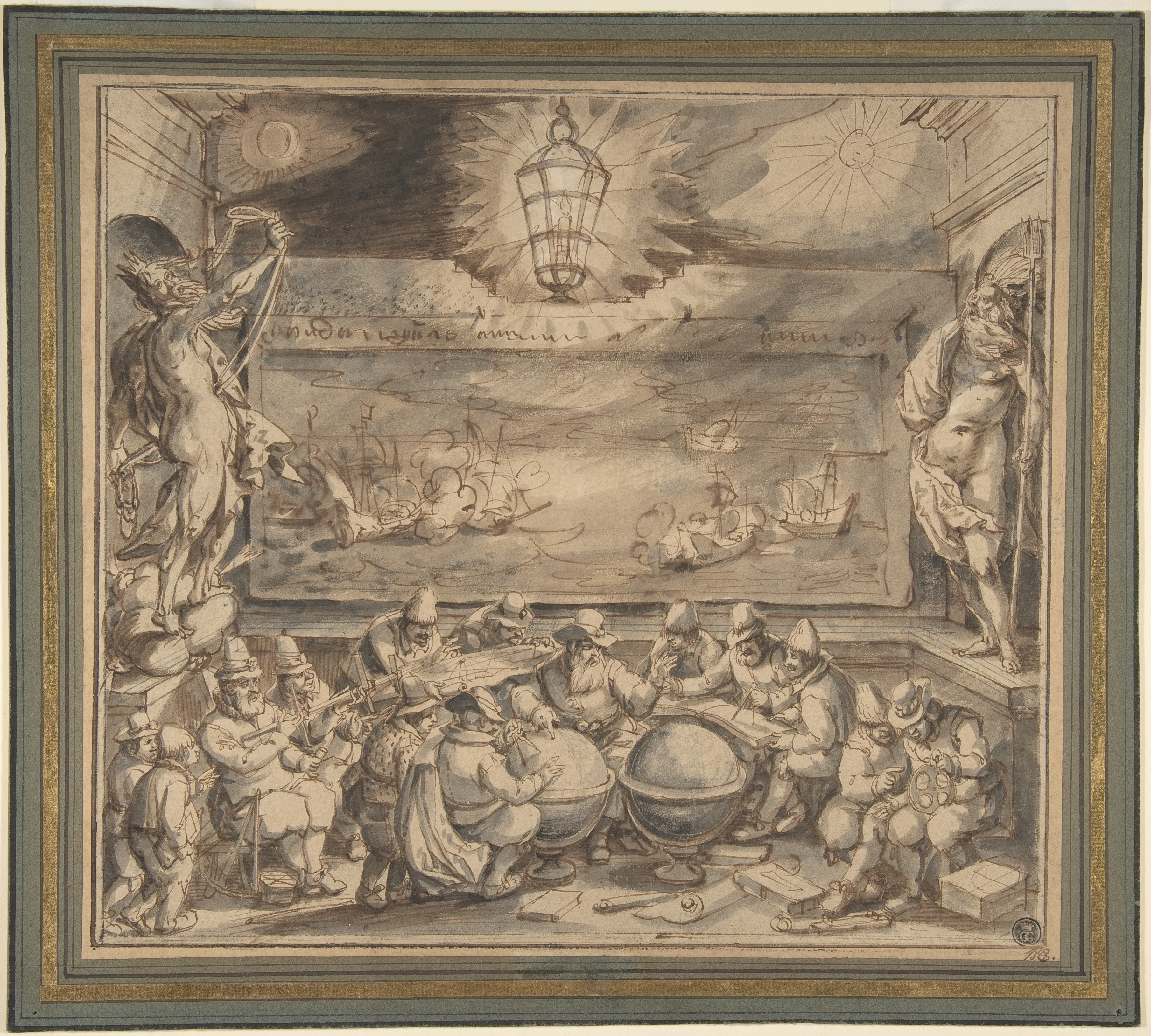